# Club Atlético Independiente 2013-2014
Questa voce raccoglie le informazioni riguardanti il Club Atlético Independiente nelle competizioni ufficiali della stagione 2013-2014.

## Rosa
| N. |                      | Ruolo | Calciatore              |
| -- | -------------------- | ----- | ----------------------- |
|    | Argentina (bandiera) | P     | Fabián Assmann          |
|    | Argentina (bandiera) | P     | Hilario Navarro         |
|    | Argentina (bandiera) | P     | Diego Rodríguez         |
|    | Argentina (bandiera) | D     | Cristian Tula           |
|    | Paraguay (bandiera)  | D     | Claudio Morel Rodríguez |
|    | Argentina (bandiera) | D     | Julián Velázquez        |
|    | Paraguay (bandiera)  | D     | Samuel Cáceres          |
|    | Argentina (bandiera) | D     | Gabriel Vallés          |
|    | Argentina (bandiera) | D     | Sergio Ojeda            |
|    | Argentina (bandiera) | C     | Reinaldo Alderete       |
|    | Argentina (bandiera) | C     | Federico Mancuello      |

| N. |                      | Ruolo | Calciatore        |
| -- | -------------------- | ----- | ----------------- |
|    | Argentina (bandiera) | C     | Hernán Fredes     |
|    | Argentina (bandiera) | C     | Federico Insúa    |
|    | Argentina (bandiera) | C     | Daniel Montenegro |
|    | Argentina (bandiera) | C     | Martín Zapata     |
|    | Argentina (bandiera) | C     | Matías Pisano     |
|    | Paraguay (bandiera)  | A     | Adrián Fernandez  |
|    | Argentina (bandiera) | A     | Francisco Pizzini |
|    | Argentina (bandiera) | A     | Facundo Parra     |
|    | Argentina (bandiera) | A     | Sebastián Penco   |
|    | Argentina (bandiera) | A     | Cristian Menéndez |
|    | Argentina (bandiera) | A     | Martín Benítez    |

## Statistiche

### Statistiche di squadra
| Competizione       | Punti | Totale | Totale | Totale | Totale | Totale | Totale |
| Competizione       | Punti | G      | V      | N      | P      | Gf     | Gs     |
| ------------------ | ----- | ------ | ------ | ------ | ------ | ------ | ------ |
| Primera B Nacional | 67    | 42     | 17     | 16     | 9      | 49     | 37     |
| Copa Argentina     |       | 2      | 1      | 0      | 1      | 2      | 2      |